# Мустаг
Мустаг (буквально: «ледяная гора» шор. Мустағ), также Пустаг — гора, наивысшая отметка (1570 м над уровнем моря) в Горной Шории.
Находится в Таштагольском районе Кемеровской области недалеко от горнолыжного комплекса Шерегеш являясь самой высокой точкой Таштагольского района.
На склонах — тёмно-хвойная тайга. На расчленённых склонах с высотой 1300 м и более — горная тундра, переходящая в нивальную зону. На вершине накапливаются снежники.
На горе берут исток реки Тельбес, Мундыбаш, Большой Таз.

## Туризм
Входит в состав четырёх гор расположенных рядом с горнолыжным комплексом Шерегеш. На вершине горнолыжные трассы. В 2018 году открыт одноимённый подъёмник.